# Тшебень (Великопольське воєводство)
Тшебень (пол. Trzebień) — село в Польщі, у гміні Ленка-Опатовська Кемпінського повіту Великопольського воєводства.
Населення — 374 особи (2011).
У 1975-1998 роках село належало до Каліського воєводства.

## Демографія
Демографічна структура станом на 31 березня 2011 року:
|          | Загалом | Допрацездатний вік | Працездатний вік | Постпрацездатний вік |
| -------- | ------- | ------------------ | ---------------- | -------------------- |
| Чоловіки | 207     | 57                 | 136              | 14                   |
| Жінки    | 167     | 33                 | 99               | 35                   |
| Разом    | 374     | 90                 | 235              | 49                   |